# Masters (Snooker)
Das Masters ist ein Snooker-Einladungsturnier, das alljährlich in London stattfindet. Das Turnier zählt zur Main Tour, bringt aber keine Punkte für die Weltrangliste.
Aus Prestigegründen und vor allem auch wegen des Preisgeldes (ab 2020 ging es um 725.000 £, davon 250.000 £ für den Sieger) ist die Weltspitze in der Regel komplett am Start. Das Preisgeld für den Sieger ist neben der UK Championship das zweithöchste nach der Weltmeisterschaft. Nicht zuletzt deshalb wird das Masters zu den 3 wichtigsten Snookerturnieren (gemeinsam mit der Weltmeisterschaft und der UK Championship) gezählt, die sog. Triple Crown.

## Geschichte
Das Masters wurde erstmals im Jahr 1975 ausgetragen, damals als Benson & Hedges Masters. John Spencer holte sich 1975 den ersten Titel, als das Turnier das einzige Mal im West Centre Hotel im Londoner Stadtteil Fulham stattfand. Die folgenden drei Jahre wurde im New London Theatre gespielt. Von 1979 bis 2006 fand das Turnier im Londoner Wembley Conference Centre statt. 2006 kam das Turnier zum letzten Mal ins Wembley Conference Centre, da das Gebäude anschließend abgerissen wurde. Neuer Austragungsort wurde die nahe gelegene Wembley Arena. Ab 2012 war der Alexandra Palace in London Schauplatz des Turniers. Nur ein einziges Mal, 2021, wurde das Turnier nicht in der englischen Hauptstadt ausgetragen. Wegen der COVID-19-Pandemie wurden in dieser Saison fast alle Turniere nach Milton Keynes verlegt. Danach kehrte das Masters wieder in den Alexandra Palace zurück.
Bis 1982 wurde in unterschiedlichen Formaten mit 10 und später 12 Teilnehmern gespielt. 1983 wurden erstmals 16 Spieler eingeladen, seit 1984 gibt es das moderne Format, bei dem die Top 16 der Weltrangliste automatisch für das Turnier qualifiziert sind. Von 1990 bis 2010 gab es mit der Benson & Hedges Championship ein Turnier, bei dem nicht eingeladene Spieler eine Wildcard für das Masters gewinnen konnten. Die Sieger spielten dann in einer Wildcard-Runde gegen den/die beiden Letztplatzierten der Top 16 um den Einzug ins Achtelfinale.
Nach dem Tabakwerbeverbot in Großbritannien musste sich Benson & Hedges 2004 als Hauptsponsor zurückziehen. Auch die Benson & Hedges Championship wurden eingestellt und durch ein reguläres Qualifikationsturnier ersetzt, für das es nur noch einen Startplatz für das Masters, aber kein Preisgeld mehr gab. 2005 sponserte Rileys Club das Turnier. Von 2006 bis 2008 trug das Einladungsturnier den Namen SAGA Insurance Masters. Danach wechselte der Sponsor jährlich bis 2013. Bis 2021 wurde das Turnier von Wettanbietern finanziell unterstützt, danach folgte mit Cazoo ein Internethändler.
Erfolgreichster Spieler beim Masters ist Ronnie O’Sullivan mit acht Siegen, der zudem der jüngste als auch der älteste Sieger ist. Stephen Hendry gewann das Turnier sechsmal und blieb von 1989 bis 1993 fünfmal in Folge ungeschlagen. Vier Spielern sind beim Masters bisher insgesamt fünf Maximum Breaks gelungen: 1984 Kirk Stevens, 2007 Ding Junhui, 2015 Marco Fu und 2024 erneut Ding und Mark Allen.
Der Pokal des Turniers trägt seit 2017 den Namen des 2006 verstorbenen dreimaligen Masterssiegers Paul Hunter.

## Sieger
| Jahr                                    | Austragungsort                          | Sieger                                  | Ergebnis                                | Finalist                                | Hauptsponsor                            | Saison                                  |
| Masters – kein Ranglistenturnier-Status | Masters – kein Ranglistenturnier-Status | Masters – kein Ranglistenturnier-Status | Masters – kein Ranglistenturnier-Status | Masters – kein Ranglistenturnier-Status | Masters – kein Ranglistenturnier-Status | Masters – kein Ranglistenturnier-Status |
| --------------------------------------- | --------------------------------------- | --------------------------------------- | --------------------------------------- | --------------------------------------- | --------------------------------------- | --------------------------------------- |
| 1975                                    | London – West Centre Hotel              | John Spencer                            | 9:8                                     | Ray Reardon                             | Benson & Hedges                         | 1974/75                                 |
| 1976                                    | London New London Theatre               | Ray Reardon                             | 7:3                                     | Graham Miles                            | Benson & Hedges                         | 1975/76                                 |
| 1977                                    | London New London Theatre               | Doug Mountjoy                           | 7:6                                     | Ray Reardon                             | Benson & Hedges                         | 1976/77                                 |
| 1978                                    | London New London Theatre               | Alex Higgins                            | 7:5                                     | Cliff Thorburn                          | Benson & Hedges                         | 1977/78                                 |
| 1979                                    | London Wembley Conference Centre        | Perrie Mans                             | 8:4                                     | Alex Higgins                            | Benson & Hedges                         | 1978/79                                 |
| 1980                                    | London Wembley Conference Centre        | Terry Griffiths                         | 9:5                                     | Alex Higgins                            | Benson & Hedges                         | 1979/80                                 |
| 1981                                    | London Wembley Conference Centre        | Alex Higgins                            | 9:6                                     | Terry Griffiths                         | Benson & Hedges                         | 1980/81                                 |
| 1982                                    | London Wembley Conference Centre        | Steve Davis                             | 9:5                                     | Terry Griffiths                         | Benson & Hedges                         | 1981/82                                 |
| 1983                                    | London Wembley Conference Centre        | Cliff Thorburn                          | 9:7                                     | Ray Reardon                             | Benson & Hedges                         | 1982/83                                 |
| 1984                                    | London Wembley Conference Centre        | Jimmy White                             | 9:5                                     | Terry Griffiths                         | Benson & Hedges                         | 1983/84                                 |
| 1985                                    | London Wembley Conference Centre        | Cliff Thorburn                          | 9:6                                     | Doug Mountjoy                           | Benson & Hedges                         | 1984/85                                 |
| 1986                                    | London Wembley Conference Centre        | Cliff Thorburn                          | 9:5                                     | Jimmy White                             | Benson & Hedges                         | 1985/86                                 |
| 1987                                    | London Wembley Conference Centre        | Dennis Taylor                           | 9:8                                     | Alex Higgins                            | Benson & Hedges                         | 1986/87                                 |
| 1988                                    | London Wembley Conference Centre        | Steve Davis                             | 9:0                                     | Mike Hallett                            | Benson & Hedges                         | 1987/88                                 |
| 1989                                    | London Wembley Conference Centre        | Stephen Hendry                          | 9:6                                     | John Parrott                            | Benson & Hedges                         | 1988/89                                 |
| 1990                                    | London Wembley Conference Centre        | Stephen Hendry                          | 9:4                                     | John Parrott                            | Benson & Hedges                         | 1989/90                                 |
| 1991                                    | London Wembley Conference Centre        | Stephen Hendry                          | 9:8                                     | Mike Hallett                            | Benson & Hedges                         | 1990/91                                 |
| 1992                                    | London Wembley Conference Centre        | Stephen Hendry                          | 9:4                                     | John Parrott                            | Benson & Hedges                         | 1991/92                                 |
| 1993                                    | London Wembley Conference Centre        | Stephen Hendry                          | 9:5                                     | James Wattana                           | Benson & Hedges                         | 1992/93                                 |
| 1994                                    | London Wembley Conference Centre        | Alan McManus                            | 9:8                                     | Stephen Hendry                          | Benson & Hedges                         | 1993/94                                 |
| 1995                                    | London Wembley Conference Centre        | Ronnie O’Sullivan                       | 9:3                                     | John Higgins                            | Benson & Hedges                         | 1994/95                                 |
| 1996                                    | London Wembley Conference Centre        | Stephen Hendry                          | 10:5                                    | Ronnie O’Sullivan                       | Benson & Hedges                         | 1995/96                                 |
| 1997                                    | London Wembley Conference Centre        | Steve Davis                             | 10:8                                    | Ronnie O’Sullivan                       | Benson & Hedges                         | 1996/97                                 |
| 1998                                    | London Wembley Conference Centre        | Mark Williams                           | 10:9                                    | Stephen Hendry                          | Benson & Hedges                         | 1997/98                                 |
| 1999                                    | London Wembley Conference Centre        | John Higgins                            | 10:8                                    | Ken Doherty                             | Benson & Hedges                         | 1998/99                                 |
| 2000                                    | London Wembley Conference Centre        | Matthew Stevens                         | 10:8                                    | Ken Doherty                             | Benson & Hedges                         | 1999/00                                 |
| 2001                                    | London Wembley Conference Centre        | Paul Hunter                             | 10:9                                    | Fergal O’Brien                          | Benson & Hedges                         | 2000/01                                 |
| 2002                                    | London Wembley Conference Centre        | Paul Hunter                             | 10:9                                    | Mark Williams                           | Benson & Hedges                         | 2001/02                                 |
| 2003                                    | London Wembley Conference Centre        | Mark Williams                           | 10:4                                    | Stephen Hendry                          | Benson & Hedges                         | 2002/03                                 |
| 2004                                    | London Wembley Conference Centre        | Paul Hunter                             | 10:9                                    | Ronnie O’Sullivan                       | –                                       | 2003/04                                 |
| 2005                                    | London Wembley Conference Centre        | Ronnie O’Sullivan                       | 10:3                                    | John Higgins                            | Rileys Club                             | 2004/05                                 |
| 2006                                    | London Wembley Conference Centre        | John Higgins                            | 10:9                                    | Ronnie O’Sullivan                       | SAGA Insurance                          | 2005/06                                 |
| 2007                                    | London Wembley Arena                    | Ronnie O’Sullivan                       | 10:3                                    | Ding Junhui                             | SAGA Insurance                          | 2006/07                                 |
| 2008                                    | London Wembley Arena                    | Mark Selby                              | 10:3                                    | Stephen Lee                             | SAGA Insurance                          | 2007/08                                 |
| 2009                                    | London Wembley Arena                    | Ronnie O’Sullivan                       | 10:8                                    | Mark Selby                              | –                                       | 2008/09                                 |
| 2010                                    | London Wembley Arena                    | Mark Selby                              | 10:9                                    | Ronnie O’Sullivan                       | PokerStars.com                          | 2009/10                                 |
| 2011                                    | London Wembley Arena                    | Ding Junhui                             | 10:4                                    | Marco Fu                                | Ladbrokes Mobile                        | 2010/11                                 |
| 2012                                    | London Alexandra Palace                 | Neil Robertson                          | 10:6                                    | Shaun Murphy                            | BGC Partners                            | 2011/12                                 |
| 2013                                    | London Alexandra Palace                 | Mark Selby                              | 10:6                                    | Neil Robertson                          | Betfair                                 | 2012/13                                 |
| 2014                                    | London Alexandra Palace                 | Ronnie O’Sullivan                       | 10:4                                    | Mark Selby                              | Dafabet                                 | 2013/14                                 |
| 2015                                    | London Alexandra Palace                 | Shaun Murphy                            | 10:2                                    | Neil Robertson                          | Dafabet                                 | 2014/15                                 |
| 2016                                    | London Alexandra Palace                 | Ronnie O’Sullivan                       | 10:1                                    | Barry Hawkins                           | Dafabet                                 | 2015/16                                 |
| 2017                                    | London Alexandra Palace                 | Ronnie O’Sullivan                       | 10:7                                    | Joe Perry                               | Dafabet                                 | 2016/17                                 |
| 2018                                    | London Alexandra Palace                 | Mark Allen                              | 10:7                                    | Kyren Wilson                            | Dafabet                                 | 2017/18                                 |
| 2019                                    | London Alexandra Palace                 | Judd Trump                              | 10:4                                    | Ronnie O’Sullivan                       | Dafabet                                 | 2018/19                                 |
| 2020                                    | London Alexandra Palace                 | Stuart Bingham                          | 10:8                                    | Ali Carter                              | Dafabet                                 | 2019/20                                 |
| 2021                                    | Milton Keynes – Marshall Arena          | Yan Bingtao                             | 10:8                                    | John Higgins                            | Betfred                                 | 2020/21                                 |
| 2022                                    | London – Alexandra Palace               | Neil Robertson                          | 10:4                                    | Barry Hawkins                           | Cazoo                                   | 2021/22                                 |
| 2023                                    | London – Alexandra Palace               | Judd Trump                              | 10:8                                    | Mark Williams                           | Cazoo                                   | 2022/23                                 |
| 2024                                    | London – Alexandra Palace               | Ronnie O’Sullivan                       | 10:7                                    | Ali Carter                              | MrQ                                     | 2023/24                                 |
| 2025                                    | London – Alexandra Palace               | Shaun Murphy                            | 10:7                                    | Kyren Wilson                            | Johnstone’s Paint                       | 2024/25                                 |